# Lijst van schilderijen in het Rijksmuseum Amsterdam/Wa-Wm
Lijst van schilderijen in het Rijksmuseum Amsterdam met werken van schilders van wie de achternaam begint met de letters Wa t/m Wm. Vermeldingen in het grijs geven aan dat het werk geen deel meer uitmaakt van de collectie van het Rijksmuseum, bijvoorbeeld omdat het in bruikleen gegeven is aan een andere instelling of omdat het teruggegeven is aan de bruikleengever.
| Inventarisnummer | Toeschrijving                                   | Titel | Datering      | Afbeelding |
| ---------------- | ----------------------------------------------- | --- | ------------- | ---------- |
| SK-A-3144        | Nicolaas van der Waay                           | Amsterdams weesmeisje | 1890-1910     |            |
| SK-A-2789        | Nicolaas van der Waay                           | Portret van Willem Steelink (II) | 1900-1916     |            |
| SK-A-1316        | Jacques Waben                                   | Portret van Grietje Adriaensdr. Grootes | 1622          |            |
| SK-C-1822        | Jaap Wagemaker                                  | Afweer | 1955          |            |
| SK-A-1348        | Philip van der Wal                              | Tafereel uit de Romeinse geschiedenis | 1810          |            |
| SK-A-1349        | Philip van der Wal                              | Marius op de puinhopen van Carthago | 1810          |            |
| SK-A-3849        | Anthonie Waldorp                                | Gezicht op een Seinebrug te Parijs bij maanlicht | 1835          |            |
| SK-C-261         | Anthonie Waldorp                                | Vissersboten op kalm water | 1840-1850     |            |
| SK-A-3850        | Anthonie Waldorp                                | Riviergezicht met een waltoren geïnspireerd op de Camperveerse toren te Veere | 1855          |            |
| SK-A-2626        | Gustaaf van de Wall Perné                       | Mystieke paden | 1907          |            |
| SK-A-461         | Isaac Walraven                                  | Het sterfbed van Epaminondas | 1726          |            |
| SK-A-5035        | Heet(te) Isaac Walraven                         | Drie kinderen spelend met een vogelnestje | 1718          |            |
| SK-A-5036        | Heet(te) Isaac Walraven                         | Drie kinderen ruziënd om een vogelnestje | 1720          |            |
| SK-A-2346        | Jacob van Walscapelle                           | Stilleven met vruchten | 1670-1727     |            |
| SK-A-356         | Toegeschreven aan Jacob van Walscapelle         | Stilleven met bloemen | 1670-1727     |            |
| SK-A-3044        | Marie Wandscheer                                | Portret van een vrouw | 1886          |            |
| SK-A-1159        | Gustaaf Wappers                                 | Anthonie van Dijck verliefd op zijn model | 1827          |            |
| SK-C-1704        | Andy Warhol                                     | Portret van koningin Beatrix | 1985          |            |
| SK-A-3740        | Elisabeth Geertruida Wassenbergh                | Het doktersbezoek | 1750-1760     |            |
| SK-A-1779        | Jan Abel Wassenbergh                            | Portret van Louise Christina Trip | 1710-1750     |            |
| SK-A-734         | Anthonie Waterloo                               | Boomrijk landschap | 1640-1690     |            |
| SK-A-5053        | Jan Weenix                                      | Een zittend aapje | 1655-1685     |            |
| SK-C-263         | Jan Weenix                                      | Portret van een hazewindhond en een patrijshond | 1665-1680     |            |
| SK-A-4098        | Jan Weenix                                      | Park met buitenhuis | 1670-1719     |            |
| SK-A-4958        | Jan Weenix                                      | Portretten van Silvester van Tongeren en Maria Cornelisz | 1680-1719     |            |
| SK-A-4959        | Jan Weenix                                      | Portretten van Silvester van Tongeren en Maria Cornelisz | 1680-1719     |            |
| SK-C-262         | Jan Weenix                                      | Portret van Abraham van Bronckhorst | 1688          |            |
| SK-A-464         | Jan Weenix                                      | Stilleven met haas en andere jachtbuit | 1697          |            |
| SK-C-264         | Jan Weenix                                      | Een hond bij een dode gans en een pauw | Ca. 1700      |            |
| SK-A-463         | Jan Weenix                                      | Een aap en een hond bij dood wild en vruchten | 1704          |            |
| SK-A-462         | Jan Weenix                                      | Stilleven met dood wild en vruchten naast een tuinvaas, met een aap, een hond en twee duiven; in het verschiet Rijksdorp bij Wassenaar, een buitenverblijf van jhr. Jacob Emmery baron van Wassenaar | 1714          |            |
| SK-A-1417        | Jan Baptist Weenix                              | Liggende bok | 1645-1660     |            |
| SK-A-591         | Jan Baptist Weenix                              | Een hond en een kat bij een half geslachte ree | Ca. 1647-1661 |            |
| SK-C-1745        | Jan Baptist Weenix                              | Herders en hun kudde bij antieke ruïnes | 1650-1661     |            |
| SK-A-3879        | Jan Baptist Weenix                              | De Nederlandse ambassadeur op weg naar Isfahan | 1653-1659     |            |
| SK-C-1786        | Jan Baptist Weenix                              | Na de jacht | Ca. 1656      |            |
| SK-A-4938        | Henk Weijzig                                    | Kamp Tjimahi | 1947-1948     |            |
| SK-A-4939        | Henk Weijzig                                    | Kamp Pakanbarau | 1947-1948     |            |
| SK-A-4940        | Henk Weijzig                                    | Kamp Changi | 1947-1948     |            |
| SK-A-1835        | Jan Weissenbruch                                | De kerk van St. Denis te Luik | 1850-1860     |            |
| SK-A-1526        | Jan Weissenbruch                                | Portret van Johan Hendrik Louis Meijer | 1850-1866     |            |
| SK-A-2830        | Jan Weissenbruch                                | Een straat in het oude deel van Batavia | 1860-1880     |            |
| SK-A-1160        | Jan Weissenbruch                                | Een stadspoort in Leerdam | Ca. 1868-1870 |            |
| SK-C-492         | Jan Hendrik Weissenbruch                        | Gezicht bij de Geestbrug | 1868          |            |
| SK-A-2291        | Jan Hendrik Weissenbruch                        | Gezicht bij de Geestbrug | 1868          |            |
| SK-C-689         | Jan Hendrik Weissenbruch                        | Duinlandschap | 1870-1896     |            |
| SK-A-2439        | Jan Hendrik Weissenbruch                        | Duinlandschap | 1870-1896     |            |
| SK-C-688         | Jan Hendrik Weissenbruch                        | De Molen | 1870-1903     |            |
| SK-A-2438        | Jan Hendrik Weissenbruch                        | De Molen | 1870-1903     |            |
| SK-A-2710        | Jan Hendrik Weissenbruch                        | Landschap met boerderij bij een plas | 1870-1903     |            |
| SK-A-3005        | Jan Hendrik Weissenbruch                        | Zomerdag | 1870-1903     |            |
| SK-A-3355        | Jan Hendrik Weissenbruch                        | Boereninterieur | 1870-1903     |            |
| SK-A-3619        | Jan Hendrik Weissenbruch                        | Boerenhuis aan een vaart | 1870-1903     |            |
| SK-A-4671        | Jan Hendrik Weissenbruch                        | Strandgezicht | 1870-1903     |            |
| SK-A-3093        | Jan Hendrik Weissenbruch                        | Herfstlandschap | 1875-1903     |            |
| SK-A-3618        | Jan Hendrik Weissenbruch                        | Doorkijkje in het onderhuis van Weissenbruchs woning in Den Haag | 1888          |            |
| SK-A-2453        | Jan Hendrik Weissenbruch                        | Ophaalbrug bij Noorden | Ca. 1890      |            |
| SK-A-3617        | Jan Hendrik Weissenbruch                        | Stalinterieur | 1895          |            |
| SK-A-1923        | Jan Hendrik Weissenbruch                        | Bosgezicht nabij Barbizon | 1900          |            |
| SK-A-4698        | Antoon van Welie                                | Het bestuur van de Nederlandsche Overzee Trust Maatschappij te Amsterdam in de jaren 1914-1919 | 1922-1924     |            |
| SK-A-3356        | Antoon van Welie                                | Portretten van Dominicus Antonius Josephus Kessler en Anna Christine Maria Helene Hülsmann | 1925          |            |
| SK-A-3357        | Antoon van Welie                                | Portretten van Dominicus Antonius Josephus Kessler en Anna Christine Maria Helene Hülsmann | 1926          |            |
| SK-A-3359        | Antoon van Welie                                | Portret van Julia Sonnenschein | 1926          |            |
| SK-A-3358        | Antoon van Welie                                | Portret van Johann Heinrich Hermann Hülsmann | 1937          |            |
| SK-A-1598        | Toegeschreven aan Jan Wellens de Cock           | Drieluik | 1500-1550     |            |
| SK-A-1715        | Adriaen van der Werff                           | Een jonge schilder | 1670-1690     |            |
| SK-A-3935        | Adriaen van der Werff                           | Portret van Godard van Reede, heer van Amerongen | 1690-1703     |            |
| SK-A-1267        | Adriaen van der Werff                           | Portret van Margaretha Rendorp Zie Portretten van Margaretha Rendorp en Jan van de Poll | 1692          |            |
| SK-C-265         | Adriaen van der Werff                           | Liefkozend paar in een park door kinderen bespied | 1694          |            |
| SK-A-465         | Adriaen van der Werff                           | Zelfportret met het portret van zijn vrouw Margaretha van Rees en hun dochtertje Maria | 1699          |            |
| SK-C-1604        | Adriaen van der Werff                           | Maria met kind en Johannes de Doper | 1700-1722     |            |
| SK-C-1640        | Adriaen van der Werff                           | God roept Adam en Eva ter verantwoording | 1717          |            |
| SK-A-4918        | Adriaen van der Werff                           | God roept Adam en Eva ter verantwoording | 1717          |            |
| SK-A-467         | Adriaen van der Werff                           | Een nimf dansend op het fluitspel van een herder | 1718          |            |
| SK-A-623         | Naar Adriaen van der Werff                      | Cimon en Pero | 1670-1750     |            |
| SK-A-469         | Atelier van Adriaen van der Werff               | De graflegging | 1696          |            |
| SK-A-468         | Atelier van Adriaen van der Werff               | De heilige familie | 1714          |            |
| SK-A-2347        | Trant van Adriaen van der Werff                 | Bellenblazend meisje bij een vanitas stilleven | 1680-1775     |            |
| SK-A-466         | Trant van Adriaen van der Werff                 | Venus door Amor gekust | 1700-1725     |            |
| SK-A-4490        | Pieter van der Werff                            | Portret van Johan van der Veecque Zie Rotterdamse VOC-serie | 1695-1722     |            |
| SK-A-4491        | Pieter van der Werff                            | Portret van Cornelis Matelieff de Jonge Zie Rotterdamse VOC-serie | 1695-1722     |            |
| SK-A-4492        | Pieter van der Werff                            | Portret van Ewoud Pietersz. van der Horst Zie Rotterdamse VOC-serie | 1695-1722     |            |
| SK-A-4493        | Pieter van der Werff                            | Portret van Claes Maertensz. Thoveling Zie Rotterdamse VOC-serie | 1695-1722     |            |
| SK-A-4494        | Pieter van der Werff                            | Portret van Hendrik Nobel Zie Rotterdamse VOC-serie | 1695-1722     |            |
| SK-A-4495        | Pieter van der Werff                            | Portret van Joost van Coulster Zie Rotterdamse VOC-serie | 1695-1722     |            |
| SK-A-4496        | Pieter van der Werff                            | Portret van Pieter Sonmans Zie Rotterdamse VOC-serie | 1695-1722     |            |
| SK-A-4497        | Pieter van der Werff                            | Portret van Cornelis Jansz. Hartigsvelt Zie Rotterdamse VOC-serie | 1695-1722     |            |
| SK-A-4498        | Pieter van der Werff                            | Portret van Adriaen Besemer Zie Rotterdamse VOC-serie | 1695-1722     |            |
| SK-A-4499        | Pieter van der Werff                            | Portret van Cornelis de Koningh Zie Rotterdamse VOC-serie | 1695-1722     |            |
| SK-A-4500        | Pieter van der Werff                            | Portret van Jan van der Burgh Zie Rotterdamse VOC-serie | 1695-1722     |            |
| SK-A-4501        | Pieter van der Werff                            | Portret van Paulus Verschuur Zie Rotterdamse VOC-serie | 1695-1722     |            |
| SK-A-4502        | Pieter van der Werff                            | Portret van Gerard van Bergen Zie Rotterdamse VOC-serie | 1695-1722     |            |
| SK-A-4503        | Pieter van der Werff                            | Portret van Jacob Sonmanus Zie Rotterdamse VOC-serie | 1695-1722     |            |
| SK-A-4504        | Pieter van der Werff                            | Portret van Willem Hartigsvelt Zie Rotterdamse VOC-serie | 1695-1722     |            |
| SK-A-4505        | Pieter van der Werff                            | Portret van Johan de Reus Zie Rotterdamse VOC-serie | 1695-1722     |            |
| SK-A-4506        | Pieter van der Werff                            | Portret van Cornelis van den Bergh Zie Rotterdamse VOC-serie | 1695-1722     |            |
| SK-A-4507        | Pieter van der Werff                            | Portret van Johan Hennekin Zie Rotterdamse VOC-serie | 1695-1722     |            |
| SK-A-4508        | Pieter van der Werff                            | Portret van Johan Kieviet Zie Rotterdamse VOC-serie | 1695-1722     |            |
| SK-A-4509        | Pieter van der Werff                            | Portret van Johan de Vries Zie Rotterdamse VOC-serie | 1695-1722     |            |
| SK-A-4510        | Pieter van der Werff                            | Portret van Cornelis van Couwenhove Zie Rotterdamse VOC-serie | 1695-1722     |            |
| SK-A-4511        | Pieter van der Werff                            | Portret van Adriaen Paets Zie Rotterdamse VOC-serie | 1695-1722     |            |
| SK-A-4512        | Pieter van der Werff                            | Dominicus Rosmale, gekozen in 1677 Zie Rotterdamse VOC-serie | 1695-1722     |            |
| SK-A-4513        | Pieter van der Werff                            | Matthias van den Brouck Jr. Zie Rotterdamse VOC-serie | 1695-1722     |            |
| SK-A-4514        | Pieter van der Werff                            | Portret van Jacob Dane Zie Rotterdamse VOC-serie | 1700          |            |
| SK-C-267         | Pieter van der Werff                            | De jonge Hercules met de slangen en De jonge Bacchus | 1700-1722     |            |
| SK-C-268         | Pieter van der Werff                            | De jonge Hercules met de slangen en De jonge Bacchus | 1700-1722     |            |
| SK-A-4517        | Pieter van der Werff                            | Portret van Sebastiaen Schepers Zie Rotterdamse VOC-serie | 1702-1722     |            |
| SK-A-4518        | Pieter van der Werff                            | Portret van Adriaen Paets Zie Rotterdamse VOC-serie | 1703-1722     |            |
| SK-A-470         | Pieter van der Werff                            | De heilige Hiëronymus | 1710          |            |
| SK-A-2657        | Pieter van der Werff                            | Portret van de heer en mevrouw Brust-Batailhy | 1710          |            |
| SK-A-2658        | Pieter van der Werff                            | Portret van de heer en mevrouw Brust-Batailhy | 1710          |            |
| SK-A-471         | Pieter van der Werff                            | Twee meisjes met bloemen bij een beeld van Cupido | 1713          |            |
| SK-A-472         | Pieter van der Werff                            | Een tekenares en een jongen bij een beeld van Venus | 1715          |            |
| SK-A-631         | Toegeschreven aan Pieter van der Werff          | Portretten van een man en een vrouw, vermoedelijk Theodorus Rijswijk en Elisabeth Hollaer | 1700-1722     |            |
| SK-A-632         | Toegeschreven aan Pieter van der Werff          | Portretten van een man en een vrouw, vermoedelijk Theodorus Rijswijk en Elisabeth Hollaer | 1700-1722     |            |
| SK-C-266         | Toegeschreven aan Pieter van der Werff          | Bellen blazen | 1700-1722     |            |
| SK-C-269         | Johannes Hendrik van West                       | Het minnebriefje | 1838          |            |
| SK-A-1161        | George Pieter Westenberg                        | De Slijpsteenmarkt in Amsterdam met het gebouw Het Zeerecht in de winter | 1817          |            |
| SK-A-1478        | Jan Jansz. Westerbaen (I)                       | Portret van Sophia van Overmeer | 1650          |            |
| SK-A-1836        | Cornelis Westerbeek (I)                         | Koeien aan een plas | 1885          |            |
| SK-A-579         | Abraham van Westerveld                          | Portret van Jacob Baron van Wassenaer, heer van Obdam | 1650-1660     |            |
| SK-A-1683        | Abraham van Westerveld                          | Portret van Cornelis Tromp | 1650-1692     |            |
| SK-A-2282        | Joannes Barnardus Antonius Maria Westerwoudt    | De Noordermarkt te Amsterdam | 1880-1906     |            |
| SK-A-3094        | Joannes Barnardus Antonius Maria Westerwoudt    | Bomschuit op het strand | 1880-1906     |            |
| SK-A-1854        | Gerrit de Wet                                   | Saul begroet David als overwinnaar van Goliath | 1640          |            |
| SK-A-1530        | Jacob de Wet (I)                                | Christus zegent de kinderen | 1640-1672     |            |
| SK-A-1853        | Jacob de Wet (I)                                | De hemelvaart van Maria | 1640-1672     |            |
| SK-A-3112        | Toegeschreven aan Jacob de Wet (I)              | Riviergezicht | 1640-1674     |            |
| SK-A-3522        | Johannes Embrosius van de Wetering de Rooij     | Boerenwoningen in een bosrijke streek | 1900-1948     |            |
| SK-A-1531        | Cornelis Wever                                  | Portret van Jan Maurits Quinkhard | 1771          |            |
| SK-A-3101        | Jaap Weyand                                     | Portret van Jonkheer Barthold Willem Floris van Riemsdijk | 1921          |            |
| SK-A-1302        | Jacob Campo Weyerman                            | Stilleven met bloemen | 1700-1720     |            |
| SK-A-1902        | James McNeill Whistler                          | Arrangement in Yellow and Gray | Ca. 1876-1878 |            |
| SK-A-4899        | Hal Wichers                                     | Landschap in de omgeving van Kertamanah | 1935          |            |
| SK-A-4898        | Hal Wichers                                     | De Thee- en Kinaonderneming Kertamanah, West Java | 1937          |            |
| SK-A-4902        | Hal Wichers                                     | Indisch landschap, gezicht op Merbaboe | 1937          |            |
| SK-A-4904        | Hal Wichers                                     | De handelsmaatschappij MacLaine-Walson & Co. te Batavia | 1937          |            |
| SK-A-2221        | Harmen Willems Wieringa                         | Portret van een jongen | 1636          |            |
| SK-A-1641        | Nicolaas Wieringa                               | Portret van een krijgsoverste | 1668          |            |
| SK-A-2163        | Cornelis Claesz. van Wieringen                  | Het ontploffen van het Spaanse admiraalsschip tijdens de zeeslag bij Gibraltar | 1621          |            |
| SK-A-1629        | Cornelis Claesz. van Wieringen                  | De Spaanse Armada voor de Engelse kust | Ca. 1620-1625 |            |
| SK-A-1221        | Naar Hieronymus Wierix                          | De dood van de heilige Cecilia | Ca. 1600      |            |
| SK-A-2202        | Henricus Franciscus Wiertz                      | Schelpen en zeegewassen | 1809          |            |
| SK-A-3722        | Derk Wiggers                                    | Knotwilgen op een heuvel met uitzicht op een vallei | 1890-1919     |            |
| SK-A-488         | Thomas Wijck                                    | Spinnende boerin | 1640-1677     |            |
| SK-A-489         | Thomas Wijck                                    | De alchemist | 1640-1677     |            |
| SK-A-2113        | Thomas Wijck                                    | Levantijnse haven | 1640-1677     |            |
| SK-A-4910        | Johannes van Wijckersloot                       | Allegorie op de Franse invasie in 1672 | 1672          |            |
| SK-A-748         | Toegeschreven aan Johannes van Wijckersloot     | Het kaartspel op de wieg: allegorie | 1643-1683     |            |
| SK-C-276         | Jan Wijnants                                    | Landschap met ezelrijder | 1655-1684     |            |
| SK-A-490         | Jan Wijnants                                    | Landschap met twee jagers | 1655-1684     |            |
| SK-A-491         | Jan Wijnants                                    | Heuvelachtig landschap met een ruiter op een landweg | 1655-1684     |            |
| SK-A-492         | Jan Wijnants                                    | Een boerenwoning | 1655-1684     |            |
| SK-A-493         | Jan Wijnants                                    | Landschap met vee op een landweg | 1655-1684     |            |
| SK-A-2349        | Jan Wijnants                                    | Duinlandschap met rustende jagers | 1655-1684     |            |
| SK-C-275         | Jan Wijnants                                    | Landschap met een ruiter, die zijn paard drenkt | 1655-1684     |            |
| SK-C-274         | Jan Wijnants                                    | Landschap met een jager en andere figuren | Ca. 1660-1670 |            |
| SK-C-277         | Jan Wijnants                                    | Landschap met marskramer en rustende vrouw | 1669          |            |
| SK-A-2682        | Dirck Wijntrack                                 | Een buizerd valt twee eenden aan | 1635-1678     |            |
| SK-A-2304        | Dirck Wijntrack                                 | De aankondiging aan de herders | 1670          |            |
| SK-A-1963        | Jan Hillebrand Wijsmuller                       | Wetering bij de Baarsjes bij Amsterdam | Ca. 1880-1901 |            |
| SK-A-3026        | Jan Hillebrand Wijsmuller                       | Landschap met brug | 1880-1925     |            |
| SK-A-616         | Jan Wildens                                     | Gezicht op Antwerpen | 1656          |            |
| SK-A-1955        | Adam Willaerts                                  | Schipbreuk op een rotsachtige kust | 1614          |            |
| SK-A-4116        | Adam Willaerts                                  | Allegorie op de overwinning van de Hollandse op de Spaanse vloot bij Gibraltar, 25 april 1607 | Ca. 1615-1630 |            |
| SK-A-1387        | Adam Willaerts                                  | De overwinning op de Spanjaarden bij Gibraltar door een vloot onder bevel van admiraal Jacob van Heemskerck, 25 april 1607                                                                           | 1617          |            |
| SK-A-1927        | Adam Willaerts                                  | Schepen bij een rotsachtige kust | 1621          |            |
| SK-A-1430        | Adam Willaerts                                  | Schepen voor de kust | 1628          |            |
| SK-A-2162        | Adam Willaerts                                  | De overwinning op de Spanjaarden bij Gibraltar door een vloot onder bevel van admiraal Jacob van Heemskerck, 25 april 1607                                                                           | 1639          |            |
| SK-C-400         | Thomas Willeboirts Bosschaert                   | Mars ontvangt de wapens van Venus en Vulcanus: allegorie | 1624-1654     |            |
| SK-A-598         | Toegeschreven aan Thomas Willeboirts Bosschaert | De verheerlijking van Maria | 1623-1654     |            |
| SK-A-4991        | Carel Willink                                   | Zelfportret als Johannes | 1937-1938     |            |
| SK-A-2737        | J.W. Windtraken                                 | Stilleven met bloemen | 1650-1750     |            |
| SK-A-2738        | J.W. Windtraken                                 | Stilleven met vruchten | 1650-1750     |            |
| SK-A-473         | Naar Joos van Winghe                            | Nachtbanket en maskerade | 1580-1630     |            |
| SK-A-1162        | Abraham Hendrik Winter                          | Stal met schapen en geiten | 1825-1826     |            |
| SK-A-1917        | Abraham Hendrik Winter                          | Portret van Johannes Petrus Schouburg | 1830-1855     |            |
| SK-A-1702        | Franz Xaver Winterhalter                        | Portret van Sophie van Württemberg | 1863-1873     |            |
| SK-A-879         | Trant van Willem Wissing                        | Portret van Willem III, prins van Oranje | 1680-1710     |            |
| SK-A-1228        | Trant van Willem Wissing                        | Portret van Willem III, prins van Oranje | 1680-1710     |            |
| SK-A-4659        | Jacob de Wit                                    | Ontwerp voor een plafondstuk met de apotheose van Aeneas, in de hoeken de vier jaargetijden in brunaille                                                                                             | Ca. 1720-1725 |            |
| SK-C-1636        | Jacob de Wit                                    | De verkondiging aan Maria | 1723          |            |
| SK-A-3900        | Jacob de Wit                                    | Putti met spiegels | 1725-1744     |            |
| SK-A-3885        | Jacob de Wit                                    | Jupiter, vermomd als Diana, verleidt de nimf Callisto | 1727          |            |
| SK-A-3886        | Jacob de Wit                                    | Jupiter, vermomd als herder, verleidt Mnemosyne, godin van het geheugen | 1727          |            |
| SK-C-1221        | Jacob de Wit                                    | Apollo tronend op de wolken met Minerva en de negen muzen | 1731          |            |
| SK-A-4291        | Jacob de Wit                                    | Allegorie op de zeevaart | 1732-1735     |            |
| SK-A-1783        | Jacob de Wit                                    | Mozes verkiest de zeventig oudsten | 1736-1737     |            |
| SK-C-1577        | Jacob de Wit                                    | Paris en Oenone | 1737          |            |
| SK-C-1169        | Jacob de Wit                                    | De zomer | 1740          |            |
| SK-A-3231        | Jacob de Wit                                    | De zomer | 1740          |            |
| SK-C-1170        | Jacob de Wit                                    | De herfst | 1740          |            |
| SK-A-3232        | Jacob de Wit                                    | De herfst | 1740          |            |
| SK-C-1171        | Jacob de Wit                                    | De winter | 1740          |            |
| SK-A-3233        | Jacob de Wit                                    | De winter | 1740          |            |
| SK-A-3872        | Jacob de Wit                                    | De herfst | 1746          |            |
| BK-C-2007-1-A    | Jacob de Wit                                    | De doop van de kamerling | 1748          |            |
| SK-C-401         | Jacob de Wit                                    | Allegorie op de werken van Ptolemaeus | 1754          |            |
| SK-C-1584        | Pieter de Wit                                   | Portret van Dirck Wilre met een bediende | 1669          |            |
| SK-A-2950        | Willem Witsen                                   | Kruikje met pluisbloemen | 1885-1922     |            |
| SK-A-2951        | Willem Witsen                                   | Moestuin | 1885-1922     |            |
| SK-A-2953        | Willem Witsen                                   | Winterlandschap | 1885-1922     |            |
| SK-A-2954        | Willem Witsen                                   | Landschap met akkervelden | 1885-1922     |            |
| SK-A-2955        | Willem Witsen                                   | Portret van een meisje | 1885-1922     |            |
| SK-A-2956        | Willem Witsen                                   | Afrikaantjes in een blauw vaasje | 1885-1922     |            |
| SK-A-3568        | Willem Witsen                                   | Landschap met de molen van Wijk bij Duurstede | 1885-1923     |            |
| SK-C-1662        | Willem Witsen                                   | De Oude Schans in Amsterdam | Ca. 1895      |            |
| SK-C-1721        | Willem Witsen                                   | De Voorstraathaven in Dordrecht | 1898          |            |
| SK-A-2952        | Willem Witsen                                   | Pakhuizen aan een Amsterdamse gracht op Uilenburg | 1911          |            |
| SK-A-2948        | Willem Witsen                                   | Portretten van Andries van Wezel en Adèle van Meekren | 1912          |            |
| SK-A-2949        | Willem Witsen                                   | Portretten van Andries van Wezel en Adèle van Meekren | 1912          |            |
| SK-A-2536        | Emanuel de Witte                                | De Nieuwe Vismarkt te Amsterdam | 1655-1692     |            |
| SK-C-270         | Emanuel de Witte                                | Interieur van een protestantse, gotische kerk | 1660-1680     |            |
| SK-A-4054        | Emanuel de Witte                                | Interieur van een protestantse, gotische kerk, met een grafdelver in het koor en Interieur van een protestantse, gotische kerk tijdens een dienst                                                    | 1669          |            |
| SK-A-4055        | Emanuel de Witte                                | Interieur van een protestantse, gotische kerk, met een grafdelver in het koor en Interieur van een protestantse, gotische kerk tijdens een dienst                                                    | 1669          |            |
| SK-A-474         | Emanuel de Witte                                | Interieur van een protestantse gotische kerk met motieven van de Oude en de Nieuwe Kerk te Amsterdam                                                                                                 | 1677          |            |
| SK-A-3738        | Emanuel de Witte                                | Interieur van de Portugese synagoge te Amsterdam | 1680          |            |
| SK-A-1642        | Emanuel de Witte                                | Het praalgraf van De Ruyter in de Nieuwe Kerk te Amsterdam | 1683          |            |
| SK-A-2659        | Omgeving van Caspar van Wittel                  | Gezicht op Napels en Gezicht op de Golf van Napels | 1675-1750     |            |
| SK-A-2660        | Omgeving van Caspar van Wittel                  | Gezicht op Napels en Gezicht op de Golf van Napels | 1675-1750     |            |